# Аламо (филм из 1960)
Аламо је амерички епски историјски ратни филм из 1960. о бици код Алама из 1836. који је продуцирао и режирао Џон Вејн који је играо и главну улогу Дејвија Крокета. У филму такође играју Ричард Видмарк као Џим Боуви и Лоренс Харви као Вилијам Б. Тревис, као и Френки Авалон, Патрик Вејн, Линда Кристал, Џоан О’Брајен, Чил Вилс, Џозеф Калеја, Кен Кертис, Рубен Падиља као Санта Ана, и Ричард Бун као Сем Хјустон.

## Радња
Филм приказује битку код Алама и догађаје који су до ње довели. Сем Хјустон предводи снаге Тексаса против Мексика и треба му времена да сакупи војску. Супротстављене мексичке снаге, предвођене генералом Санта Аном, бројчано су јаче, боље наоружане и обучене. Ипак, Тексашани имају дух и морал је генерално висок. Потпуковник Вилијам Тревис има задатак да брани Аламо, бившу мисију у Сан Антонију. Џим Боуви долази са појачањем, а браниоци се припремају. У међувремену, стиже Дејви Крокет са групом Тенесијанаца.
Војске Санта Ане стижу и окружују тврђаву. Опсада почиње. Мексичка војска прилази Аламу, и док наводе услове предаје, Травис испаљује топ, сигнализирајући своје одбијање да се преда. У ноћном нападу, Тексашани саботирају велики топ који користе Мексиканци. Полажу велике наде јер им је речено да су јаке снаге предвођене пуковником Џејмсом Фанином на путу да разбију опсаду. Крокет, међутим, осетивши скорашњи напад, шаље једног од својих млађих људи, Смитија, да затражи помоћ од Хјустона, знајући да ће тако можда спасити Смитијев живот.
Мексиканци фронтално нападају Аламо. Браниоци издржавају и наносе велике губитке Мексиканцима, иако ни губици Тексашана нису безначајни, а Боуви је задобио рану на нози. Морал опада када гласник обавести Тревиса да су Мексиканци побили Фаниново појачање. Тревис одлучује да остане са својом командом и брани Аламо, али даје осталим браниоцима могућност да оду. Крокет, Боуви и њихови људи се спремају да оду, али инспирисани Тревисовим духом остају и боре се до краја. Не-борци, укључујући већину жена и деце, напуштају Аламо.
Тринаестог дана опсаде, артиљерија Санта Ане бомбардује Аламо, а цела мексичка војска јури напред, нападајући са свих страна. Браниоци убијају бројне Мексиканце, али напад је моћан и зидови тврђаве су пробијени. Тревис покушава да окупи људе, али бива убијен. Крокет предводи Тексашане у последњој одбрани тврђаве, али Мексиканци продиру и савладавају браниоце. Крокет је убијен у хаосу када га пробије копље, а затим бива разнесен док пали магацин барута. Боуви, у кревету, рањен, убија неколико Мексиканаца, али је прободен бајонетом и умире. Пошто је последњи Тексашанин убијен, мексички војници откривају скровиште жене и детета тексашког браниоца капетана Дикинсона.
Битка се на крају завршава потпуном победом Мексиканаца. Санта Ана посматра покољ и обезбеђује сигуран пролаз за гђу. Дикинсон и њено дете. Смити се враћа прекасно, посматрајући из даљине. Скида капу у знак поштовања, а затим прати гђу. Дикинсон далеко од бојног поља.
Подзаплет прати сукоб који постоји међу личностима јаке воље Тревиса, Боувија и Крокета. Тревис тврдоглаво брани своје одлуке као командант гарнизона од сугестија друге двојице – посебно Боувија са којим развија најогорченији сукоб – покушавајући да одржи дисциплину међу снагама сачињеним првенствено од граничара и досељеника независног мишљења. Крокет, кога воле и Боуви и Тревис, на крају постаје посредник између ове двојице јер Боуви стално прети да ће повући своје људе радије него да се обрачуна са Тревисом. Упркос својим личним сукобима, сва тројица уче да подреде своје разлике и на крају се повезују заједно у чину храбрости да бране тврђаву од неизбежног пораза.

## Улоге
| Глумац         | Улога |
| -------------- | --- |
| Џон Вејн       | пуковник Дејви Крокет, велика легенда из Тенесија који стиже у Аламо доводећи групу пријатеља авантуриста у борбу.                                                    |
| Ричард Видмарк | пуковник Џим Боуви, легендарна личност попут Крокета, који дели команду над Аламом са Вилијамом Тревисом, али има коначну власт само над својом добровољачком групом. |
| Лоренс Харви   | пуковник Вилијам Барет Тревис, који дели команду над гарнизоном Аламо са Боувијем, али има коначну власт над редовним војницима.                                      |
| Френки Авалон  | Смити, најмлађи бранилац Аламоа и један од Крокетових Тенесијанаца.                                                                                                   |
| Патрик Вејн    | кап. Џејмс Батлер Бонам, тексашки официр. |
| Линда Кристал  | Грасијела Кармела Марија 'Флака' де Лопез и Вехар, млада жена коју Крокет спасава од принудног брака.                                                                 |
| Џоан О’Брајен  | гђа. Сју Дикинсон, супруга капетана Алмарона Дикинсона и рођака пуковника Вилијама Тревиса, која одбија да напусти тврђаву са својом младом ћерком.                   |
| Чил Вилс       | пчелар, један од Крокетових живописних Тенесијанаца. |
| Џозеф Калеја   | Хуан Сегуин, политичка личност из Сан Антонија који води мексичке добровољце да помогну у одбрани Алама.                                                              |
| Кен Кертис     | кап. Алмарон Дикинсон, Тревисов ађутант. |
| Карлос Аруса   | поручник Рејес, официр војске Санта Ане, послат да захтева предају тврђаве.                                                                                           |
| Џестер Херстон | Џетро, одан Џиму Боувију. |
| Веда Ен Борг   | слепа Нел Робертсон, жена браниоца Алама Џока Робертсона. |
| Џон Диркс      | Џоко Робертсон, Нелин муж и Тенесијанац, иако не из Крокетове, већ из Боувијеве групе.                                                                                |
| Рубен Падиља   | генералисимус Антонио Мигел Лопез де Санта Ана, диктаторски председник Мексика и вођа војске која намерава да угуши револуцију у Тексасу.                             |
| Ричард Бун     | генерал Сем Хјустон, вођа тексашке војске. |

## Продукција

### Позадина
Још 1945. године Џон Вејн је одлучио да сними филм о бици код Алама из 1836. Ангажовао је Џејмса Едварда Гранта као сценаристу и њих двојица су почели да истражују битку и припремају нацрт сценарија. Ангажовали су сина Џона Форда Патрика (који је написао сценарио о бици 1948. године)  као истраживачког асистента. Међутим, како се сценарио ближио крају, Вејн и Херберт Јејтс, председник Republic Pictures-а, сукобили су се око предложеног буџета од 3 милиона долара. Вејн је напустио корпорацију због свађе, али није могао да понесе свој сценарио са собом. Тај сценарио је касније преписан и претворен у филм Последња команда са Џимом Боувијем у фокусу.
Вејн и продуцент Роберт Фелоус основали су сопствену продукцијску компанију Batjac. Док је Вејн развијао своју визију о томе какав би филм о Аламу требало да буде, закључио је да не жели да ризикује да види да се та визија промени; он би сам продуцирао и режирао филм, али не и глумио у њему. Међутим, није био у могућности да прибави финансијску подршку за пројекат без претпостављене гаранције за његово појављивање на екрану. Године 1956. потписао је за United Artists која ће дати 2,5 милиона долара и служити као дистрибутер. У замену, Batjac је требало да дода 1,5 до 2,5 милиона долара, а Вејн ће глумити у филму. Вејн је обезбедио остатак финансирања од богатих Тексашана који су инсистирали да се филм снима у Тексасу. Након што је филм завршен, Вејн је признао да је уложио 1,5 милиона долара свог новца у филм (подигавши друге хипотеке на своје куће и користећи своја возила као залог за добијање кредита)  и веровао је да је то била добра инвестиција.

### Сет
Филмски сет, касније познат као Аламо сет, изграђен је у близини Бракетвила у Тексасу, на ранчу Џејмса Т. Шахана. Чато Родригез, генерални извођач сета, изградио је 23 км асфалтираних путева за приступ сету. Његови људи су обезбеђивали 12.000 галона воде сваког дана и поставили километре канализације и водовода. Такође су изградили 2000 ха коњских корала.
Родригез је радио са уметничким дизајнером Алфредом Ибаром на креирању сета. Историчари Ренди Робертс и Џејмс Олсон описују га као "најаутентичнији сет у историји филмова". Преко милион и четврт ћерпичких опека је направљено ручно како би се створили зидови бивше мисије Аламо. Сет је био опсежна реплика мисије и коришћен је у другим вестерн филмовима и телевизијским серијама, укључујући и друге приказе битке. За изградњу је било потребно скоро две године.

### Улоге
Вејн је требало да глуми Сема Хјустона, малу улогу која би му омогућила да се усредсреди на свој први велики редитељски напор, али инвеститори су инсистирали да игра главни лик. Преузео је улогу Дејвија Крокета, предајући улогу Хјустона Ричарду Буну. Вејн је поставио Ричарда Видмарка као Џима Боувија и Лоренса Харвија као Вилијама Барета Тревиса. Харви је изабран зато што се Вејн дивио британским глумцима и желео је "британску класу". Када је продукција постала напета, Харви је говорио стихове из Шекспира тексашким акцентом. Остале улоге припале су породици и блиским пријатељима Вејна, укључујући његовог сина Патрика Вејна и ћерку Аису.
Џон Вејн је снимио Рио Браво (1959) са певачем Рикијем Нелсоном у споредној улози како би привукао тинејџерску публику. Упалило је, па је ангажовао Френкија Авалона да обавља сличну функцију. Након снимања филма, Вејн је рекао новинарима: „Нећемо да исечемо ни једну сцену у којој се Френки појављује. Верујем да је он најбољи млади таленат кога сам видео у последње време."  „Господин Вејн је рекао да сам природан што се глуме тиче“, рекао је Авалон.
Неколико дана након почетка снимања, Видмарк се пожалио да је погрешно постављен и покушао је да оде. Између осталог, изгледало је смешно да релативно омалени (5'9") Видмарк игра "већег од живота" Боувија, који је наводно имао 6'6". Након претњи судским поступком, пристао је да заврши филм.

### Режија
Вејнов ментор Џон Форд појавио се непозван и покушао да изврши неприкладан утицај на филм. Вејн га је послао да снима непотребне кадрове друге јединице како би одржао свој ауторитет. Скоро ништа од Фордовог снимања није коришћено, али је Форд погрешно описан као некредитовани ко-режисер.
Према многим људима укљученим у филм, Вејн је био интелигентан и надарен редитељ упркос слабости према дуготрајном дијалогу Џејмса Едварда Гранта, његовог омиљеног сценаристе. Робертс и Олсон описују његову режију као "компетентну, али не и изванредну". Видмарк се пожалио да Вејн покушава да каже њему и другим глумцима како да играју своје улоге, што је понекад било у супротности са њиховом сопственом интерпретацијом ликова.

### Снимање
Снимање је почело 9. септембра 1959. године. Неки глумци, посебно Френки Авалон, били су застрашени звечаркама. Цврчци су били свуда, често кварећи снимке скачући глумцима на рамена или гласно цвркућући.
Харви је заборавио да топ који пуца има трзај; током сцене у којој, као Тревис, пуца као одговор на захтев за предају, топ је пао на његову ногу и сломио је. Пошто није вриштао од бола све док Вејн није викнуо „Сеци“, Вејн је похвалио његов професионализам.
Снимање је завршено 15. децембра. Укупно је произведено 560.000 стопа филма за 566 сцена. Упркос обиму снимања, трајало је само три недеље дуже од предвиђеног. До краја развоја, филм је монтиран на три сата и 13 минута.

### Музика
Партитуру је компоновао Димитри Тјомкин, а најпознатија је песма „The Green Leaves of Summer“, са музиком Тјомкина и текстом Пола Френсиса Вебстера. Песма је изведена на саундтреку групе The Brothers Four чија је изведба достигла 65 место на Billboard Hot 100 листи; обрадили су је многи уметници.
Још једна позната песма из овог филма је „Балада о Аламу“ (са Полом Френсисом Вебстером), коју је на саундтреку извео Марти Робинс. Чланови вестерн писаца Америке изабрали су је за једну од 100 најбољих вестерн песама свих времена.

## Издање
Вејн је ангажовао публицисту Расела Бирдвела да координише медијску кампању. Бирдвел је убедио седам држава да прогласе Дан Алама и послао информације основним школама широм Сједињених Држава да помогну у подучавању о Аламу.
Дана 24. октобра 1960. одржана је светска премијера у позоришту Вудлон у Сан Антонију у Тексасу.

## Теме

### Историјска тачност
Филм мало објашњава узроке Тексашке револуције или зашто се битка одиграла. Историчар Аламоа Тимоти Тодиш тврди да „нема ниједне сцене у Аламу која одговара историјски провереном инциденту”. Историчари Џејмс Френк Доби и Лон Тинкл захтевали су да се њихова имена уклоне са списка историјских саветника.

### Политика
Вејнова ћерка Аиса написала је о пројекту свог оца: „Мислим да је прављење филма The Alamo постало очев сопствени облик борбе. Више од опсесије, то је био најинтензивнији лични пројекат у његовој каријери.“ 
Филм црпи елементе из хладно-ратовског окружења у којем је произведен. Према Робертсу и Олсону, „сценарио евоцира паралеле између Мексика Санта Ане и Хрушчовљевог Совјетског Савеза, као и Хитлерове Немачке.

## Реакција
Иако је филм имао велику зараду, његова цена је спречила да буде успешан, а Вејн је изгубио личну инвестицију. Продао је своја права компанији United Artists, која га је приказала, и тако вратио свој новац.

### Награде и почасти
Аламо је био номинован за седам Оскара (награда за најбољи звук). Његова успешна кандидатура за неколико номинација за Оскара у односу на филмове као што су Психо (који је добио четири номинације) и Спартак (који је добио шест) углавном је био резултат интензивног лобирања продуцента Џона Вејна.

## Спољашњи извори
- The Alamo на веб-сајту  (језик: енглески)
- The Alamo на веб-сајту  (језик: енглески)
- The Alamo на веб-сајту  (језик: енглески)
- The Alamo на веб-сајту  (језик: енглески)
- Alamo Sentry Архивирано на веб-сајту  (16. октобар 2017): The Popular Culture of The Alamo
- "On the Set of The Alamo"[мртва веза]: Behind-the-scenes footage from the production of the film in Brackettville. From the Texas Archive of the Moving Image.
- Comparison between the Theatrical Version and the Director's Cut http://www.movie-censorship.com/report.php?ID=3869